# راي كليمونز
راي كليمونز (بالإنجليزية: Ray Clemons)‏ هو لاعب كرة قدم أمريكية أمريكي، ولد في 2 أبريل 1921 في روزفيل في الولايات المتحدة، وتوفي في 28 ديسمبر 2005.